# 楊汝穀
杨汝穀（1665年—1740年），字令贻，號石湖。安徽怀宁人。

## 生平
康熙三十九年庚辰进士，授浙江浦江县知县，歷官禮部主事。升迁為监察御史。清高宗即位後，轉调户部侍郎。官至左都御史。乾隆三年，退休。乾隆五年，卒，谥勤恪。